# S. Prestley Blake
Stewart Prestley Blake (Jersey City, 26 de noviembre de 1914 - Stuart, 11 de febrero de 2021), conocido como S. Prestley Blake, fue un restaurador estadounidense. Fue cofundador de la Friendly Ice Cream Corporation (conocida más comúnmente como "Friendly's").

## Primeros años
Blake nació en Jersey City, Nueva Jersey el 26 de noviembre de 1914. Tenía dos hermanos (Curtis Blake y Hollis, que murieron a los dos años) y una hermana (Betsy Melvin). Su padre, Herbert Prestley Blake, fue empleado de Standard Electric Time Company; su madre, Ethel (Stewart) Blake, era una entusiasta de los automóviles que inspiró el interés de sus hijos por los vehículos. Blake se crio en Springfield, Massachussets y asistió a la escuela Northfield Mount Hermon. Luego pasó a estudiar en Trinity College en Hartford, Connecticut. Sin embargo, se retiró después de un año y se mudó de nuevo a Springfield para comenzar Friendly's con su hermano Curtis.

## Carrera profesional
Blake y su hermano menor, Curtis L. Blake (1917–2019), fundaron la cadena nacional de restaurantes Friendly en 1935, durante la Gran Depresión. Blake fue presidente de la empresa hasta 1979, cuando la vendió a The Hershey Company por aproximadamente 164 millones de dólares. Se vendió una vez más en 1988 al empresario Donald N. Smith por 375 millones de dólares. El nombre de la empresa se redujo a simplemente "Friendly".
Blake siguió siendo propietario de acciones de Friendly's, pero adoptó un enfoque de no intervención con respecto a sus asuntos corporativos. Sin embargo, la importante carga de deuda de la empresa a finales de la década de 1990, sumada a lo que él consideraba una mala gestión, lo llevó a comprar acciones de la empresa que lo convirtieron en el mayor accionista (con una participación del 12%). Entró en conflicto con Smith sobre la dirección de Friendly's y se peleó públicamente con él. En un momento, Blake y su hermano no estaban hablando, y Curtis incluso lo culpó por entrometerse en un artículo de opinión en The Republican. Finalmente se reconciliaron antes de la muerte de Curtis en 2019.
En 1980, Blake obtuvo un doctorado en Western New England College y uno en 1982 en Springfield College. Obtuvo un doctorado honorario de Bay Path College, Quinnipiac College y Elms College. En 2006 fue accionista minoritario de Friendly's. El 1 de mayo de 2011, Brigantine Media publicó la autobiografía de Blake, A Friendly Life, que describe los primeros años de Friendly Ice Cream Company, así como la demanda de accionistas de Blake.

### Filantropía
El Centro de Derecho de S. Prestley Blake es la sede de la Facultad de Derecho de la Universidad de Western New England (había donado 250.000 dólares en 1979). El Centro de Estudiantes Blake en la Escuela Northfield Mount Hermon también lleva su nombre. Donó dos millones de dólares al Springfield College en 2006 y cambió el nombre de Wilbraham Hall a Herbert P. Blake Hall en honor a su padre.
Blake celebró su centenario en 2014 construyendo una copia de Monticello con los estándares actuales en Somers, Connecticut. Fue subastado dos años después por aproximadamente US $ 2,1 millones. Donó su otra propiedad en Somers a Hillsdale College en Hillsdale, Míchigan. La universidad a su vez creó el Centro Blake para la Libertad y la Fe.

## Vida personal
El primer matrimonio de Blake fue con Della Deming. Juntos tuvieron dos hijos: Benson P. Blake y Nancy Yanakakis. Más tarde se divorciaron y su posterior matrimonio con Setsu Matsukata también terminó en divorcio. Su tercer matrimonio fue con Helen Davis, y permanecieron casados hasta su muerte. Cumplió 100 años en noviembre de 2014.
Blake murió el 11 de febrero de 2021 en un hospital de Stuart, Florida. Tenía 106 años y sufría de insuficiencia respiratoria antes de su muerte.